# Železniška postaja Kamnik
Železniška postaja Kamnik je ena izmed železniških postaj v Sloveniji, ki oskrbuje mesto Kamnik. Prikladna je predvsem za južni del mesta, za središče in severni del mesta sta primernejši postajališči Kamnik mesto oz. Kamnik Graben.